# キャッシュトラック
『キャッシュトラック』（Wrath of Man）は、2021年のアメリカ合衆国・イギリス合作のアクションスリラー映画。
監督はガイ・リッチー、出演はジェイソン・ステイサム、ホルト・マッキャラニー、ジェフリー・ドノヴァン、ジョシュ・ハートネット、スコット・イーストウッドなど。監督のリッチーにとって、主演のステイサムとは『リボルバー』（2005年）以来、4度目のタッグとなる。
ニコラ・ブークリエフ監督の2004年のフランス映画『ブルー・レクイエム』のリメイクで、リッチー監督とアイヴァン・アトキンソン、マーン・デイヴィスが共同で脚本を執筆している。
原題の「Wrath of Man」は直訳すれば「男の怒り」の意味。

## ストーリー
ある日、ロサンゼルスで現金輸送車襲撃事件が発生し、警備員2名が射殺される。被害者となった現金輸送専門の警備会社フォーティコ警備は、事件ののちにパトリック・ヒルという男を採用する。彼は“ブレット”という男と組むことになり、“H（エイチ）”と呼ばれる。
５カ月後、輸送業務の途中で“ブレット”が犯罪グループに襲われ、人質に取られる。輸送車から現金を奪われそうになった“H”は、冷静沈着な対処と卓越した戦闘スキルを見せ、易々と犯人全員を射殺する。同僚2人と共に無傷で生還した“H”は英雄扱いされる。3ヵ月後に再び襲撃に遭うが、“H”の顔を見た襲撃犯のリーダーは途端に襲撃中止を手下に指示して逃げ去ってしまう。“H”の正体は、FBIが25年にわたり追い続ける伝説的なギャングのボス、ハーグリーヴズであり、逃げ出した襲撃犯は偶然ボスと鉢合わせた彼の手下たちだった。
5ヶ月前に発生した現金輸送車襲撃事件は、彼らと別のグループによるもので、犠牲となったのは2名の警備員だけではなかった。現場に居合わせて目撃者となったハーグリーヴズの息子も巻き添えとなって殺されていた。ハーグリーヴズの一味は、FBIの捜査官から得た情報をもとに襲撃犯である可能性のある人物をしらみつぶしにしていくが、真犯人にたどり着くことができずにいた。被害者のフォーティコ警備に内通者がいる可能性を部下に示唆されたハーグリーヴズは、経歴を偽装してフォーティコ警備に潜り込み、密かに社員を調査していたのだった。
現金輸送車襲撃犯の正体は6人の元軍人グループで、ハーグリーヴズの息子を殺害したのはメンバーの1人であるジャンという男だった。その後、襲撃犯たちは巨額の現金が警備会社に集められるブラックフライデーに目を付け、警備会社そのものを襲う計画を進める。
ブラックフライデー当日、フォーティコ警備には1億8000万ドルもの現金が集められていた。現金輸送車で車庫へ戻る途中の“H”は、車を運転する“ブレット”が襲撃犯の協力者であることを打ち明けられ、これから起こる襲撃に協力するか死かの選択を迫られる。“H”は協力することを承諾し、“ブレット”の手引きで輸送車に乗り込んだ襲撃犯はフォーティコ警備の車庫に侵入する。警備会社内部での銃撃戦が始まる。
拘束されていた“H”は隙を見て襲撃犯の1人に襲い掛かり、拘束を解いた後に一人また一人と襲撃犯を倒すものの、“ブレット”の弾丸を浴びて倒れる。巨額の現金が輸送車に積み込まれ、リーダーのジャクソンとジャン、そして“ブレット”の3人は警察やSWATの包囲を突破して逃走するが、大金の独り占めを目論んだジャンがジャクソンと“ブレット”を殺害し、警察の捜査を尻目に現金とともに自宅へ帰り着く。
しかし、現金の入ったバッグの1つに紛れ込ませていた携帯電話により、居場所は筒抜けだった。ジャンに拳銃を突きつけたハーグリーヴズは息子の死亡診断書を読み上げさせ、そこに記された遺体の傷跡の通りに肝臓、肺、脾臓、心臓を打ち抜いていく。復讐を終え、ハーグリーヴズはロサンゼルスの夜の闇に消える。

## キャスト
※括弧内は日本語吹替。
“H” / パトリック・ヒル / メイソン・ハーグリーヴズ
演 - ジェイソン・ステイサム（山路和弘）
フォーティコ警備の新入社員。“ブレット”にパトリック・ヒルの苗字から“H（エイチ）”の名を付けられる。
前職は倒産したオレンジデルタ警備の警備員とされているが、正体はギャングのボスであるハーグリーヴズ。息子を殺害した現金輸送車襲撃犯に復讐するため、手がかりを求めてフォーティコ警備に潜入した。
“ブレット”
演 - ホルト・マッキャラニー（谷内健）
フォーティコ警備の警備員。警備員を取り纏めるボス。“H”の仕事振りを気に入り、主な相棒となる。
ボーイ・スウェット・デイヴ
演 - ジョシュ・ハートネット（丹羽正人）
フォーティコ警備の警備員。新しく同僚になった“H”が気に食わず何かと突っかかる。
ジャクソン
演 - ジェフリー・ドノヴァン（三上哲）
元軍人。現金輸送車襲撃犯のリーダーで、軍曹と呼ばれる。退役後の日常に不満を募らせる元部下達に頼まれて計画した強盗を切っ掛けに、輸送される現金を狙う作戦を立案し始める。
ジャン
演 - スコット・イーストウッド（江頭宏哉）
元軍人。現金輸送車襲撃犯の一員。顔の左側に傷跡がある。現金輸送車襲撃の際に、抵抗した警備員2人と近くにいたハーグリーヴズの息子を射殺してしまう。
エージェント・キング
演 - アンディ・ガルシア (松川裕輝)
FBI捜査官。ギャングのボスであるハーグリーヴズを追っているが、裏では彼と繋がりを持っている。ハーグリーヴズが復讐を始める際には目ぼしい悪党の情報を提供した。
ブラッド
演 - デオビア・オパレイ (樋山雄作)
元軍人。現金輸送車襲撃犯の一員。
カルロス
演 - ラズ・アロンソ (松川裕輝)
元軍人。現金輸送車襲撃犯の一員。
サム
演 - ラウル・カスティーロ (左座翔丸)
元軍人。現金輸送車襲撃犯の一員。
トム
演 - クリス・ライリー (堀総士郎)
元軍人。現金輸送車襲撃犯の一員。
テリー
演 - エディ・マーサン (松川裕輝)
フォーティコ警備のマネージャー。
デイナ・カーティス
演 - ニアフ・アルガー（平田裕香）
フォーティコ警備の警備員。女性ながら男勝りの性格で、平然と男性と同じ更衣室を利用する。当初から“H”のことを高く評価していた。
シャーリー
演 - タイグ・マーフィー (大橋勇人)
フォーティコ警備の警備員。右目が義眼。
スチュアート
演 - アレッサンドロ・ババロア (樋山雄作)
フォーティコ警備の警備員。
ジョン
演 - アレックス・ファーンズ (堀総士郎)
フォーティコ警備の警備員。“H”が入社したことで内勤に追いやられた。
ボス・ブレイク・ホールズ
演 - ロブ・ディレイニー (樋山雄作)
フォーティコ警備のオーナー。襲撃犯を返り討ちにした“H”を賞賛する。
ダグラス・“ダギー”・ハーグリーヴズ
演 - イーライ・ブラウン (虎島貴明)
ハーグリーヴズの息子。
マイク
演 - ダレル・デシルバ (堀総士郎)
ハーグリーヴズの側近の1人。彼が不在の間、ギャングの指揮を執っている。仲間と共に現金輸送車を襲撃するが、中から現れた“H”の素顔を見て逃げ去った。
モギー
演 - バブス・オルサンモクン（樋山雄作）
ハーグリーヴスの側近の1人。
強盗
演 - オースティン・ポスト (堀総士郎)
“H”の乗る現金輸送車を襲う強盗の一人。

## 製作
2019年10月、ガイ・リッチーが2003年に製作されたフランス映画『ブルー・レクイエム』のハリウッドリメイク版の執筆および監督をし、ジェイソン・ステイサムが主演することが発表された。ホルト・マッキャラニーは同月後半に参加が決定した。
撮影は11月に、ロサンゼルスからロンドンにかけて始まった。スコット・イーストウッドやジェフリー・ドノヴァン、ラズ・アロンソ、ジョシュ・ハートネット、ニアム・アルガーが出演し、メトロ・ゴールドウィン・メイヤーが米国内での配給を引き受けることとなった。2020年1月、ラウル・カスティーリョがキャストに追加された。

## 公開
本作は2021年5月7日に公開された。

## 作品の評価
Rotten Tomatoesによれば、253件の評論のうち高評価は66%にあたる168件で、平均点は10点満点中6.2点、批評家の一致した見解は「薄っぺらいプロットから辛うじて足りるだけの配当金を何とか運び出した『キャッシュトラック』は、ガイ・リッチーとジェイソン・ステイサムが再集結して楽しいアクション満載の作品に仕上がっている。」となっている。
Metacriticによれば、38件の評論のうち、高評価は19件、賛否混在は15件、低評価は4件で、平均点は100点満点中57点となっている。

## テレビ放送
| 回!放送日 | 放送時間（JST） | 放送局           | 放送枠     | 備考               | 出典                      |
| --------- | --------------- | ---------------- | ---------- | ------------------ | ------------------------- |
| 1         | 2025年4月25日   | 金曜13:40 -15:40 | テレビ東京 | 午後のロードショー | 関東ローカル 地上波初放送 |